# 珀普爾凱恩 (內布拉斯加州)
珀普爾凱恩（英語：Purple Cane）是位於美國內布拉斯加州道奇縣的非建制地區。

## 歷史
珀普爾凱恩的郵局於1872年設立，其後於1892年停運。

## 地理
珀普爾凱恩所處的海拔為高於海平面421米（即1381英呎），而該地所採用的時區為UTC-6，即北美中部时区（CST）。同時該地設有夏令時間，為UTC-6調快一小時，即UTC-5（CDT）。